# 10654 Bontekoe
10654 Bontekoe eller 6673 P-L är en asteroid i huvudbältet som upptäcktes den 24 september 1960 av den nederländsk-amerikanske astronomen Tom Gehrels och det nederländska astronomparet Ingrid van Houten-Groeneveld och Cornelis Johannes van Houten vid Palomarobservatoriet. Den är uppkallad efter Willem Bontekoe.
Asteroiden har en diameter på ungefär 14 kilometer. Den tillhör och har givit namn åt asteroidgruppen Bontekoe.